# María Isabel
María Isabel, celým jménem María Isabel López Rodríguez (* 4. ledna 1995, Ayamonte, Španělsko) je španělská popová zpěvačka. V roce 2004 se stala s písní Antes muerta que sencilla vítězkou soutěže Junior Eurovision Song Contest.

## Život a kariéra
Narodila se 4. ledna 1995 v Ayamonte v andaluské provincii Huelva. Otec Julio je lodním tesařem.

## Ocenění
- 400 000 prodaných CD No me toques las palmas que me conozco ve Španělsku
- mezi nej 10 tituly ve Francii za 100 000 prodaných CD singlu Antes muerta que sencilla
- platinová deska za 80 000 prodaných CD Número 2 ve Španělsku

## Diskografie
- No me toques las palmas que me conozco, 2004 (CD)

1. Antes muerta que sencilla
2. La vida es bella
3. Un muchacho
4. ¡No me toques las palmas que me conozco!
5. Mi limusín
6. La noche y tu voz
7. Escalofrío
8. La pepa
9. ¿Onde vas Marisabel?
10. Mira Niño

- No me toques las palmas que me conozco, Edición Especial, 2004, DVD + CD

CD:
1. Antes muerta que sencilla
2. La vida es bella
3. Un muchacho
4. ¡No me toques las palmas que me conozco!
5. Mi limusín
6. La noche y tu voz
7. Ecalofrío
8. La Pepa
9. ¿Onde vas Marisabel?
10. Mira niño
11. Antes muerta que sencilla (Extended Version)
12. Antes muerta que sencilla (XTM Remix)

DVD:
1. Videoclip Antes muerta que sencilla
2. Actuaciones en TV
3. Mira niño
4. ¡No me toques las palmas que me conozco!
5. Antes muerta que sencilla
6. Karaoke para cantar
7. Eurojunior 2004
8. Festival Eurvisión Junior '04
9. Extras: De vuelta a Ayamonte
10. Hablando con los Lunnis
11. Biografía
12. Fotos
13. Mis amigos

- Antes muerta que sencilla, 2005, CD singl

Antes muerta que sencilla
- 2005 CD singl No me toques las palmas que me conozco, 2005, CD singl

1. Radio
2. Extended
3. Video

- Número 2, 2005, CD

1. Pues va a ser que no
2. ¿Quién da la vez?
3. Mi abuela
4. María Isabel número 2
5. Tu libertad
6. 3×2
7. Me enamoro
8. Original
9. La reina de la fiesta
10. Piel de chocolate
11. De Ayamonte pa'l mundo
12. En mi jardín

- Capricornio, 2006, CD

1. De qué vas?
2. Súper guay
3. Vampira
4. Washisnein
5. Cometas de cristal
6. Mejor sola que mal acompañada
7. Comba María
8. Fantástica
9. La maleta del abuelo
10. En mi escalera
11. Yo soy del sur
12. Sumar
13. Toma que dale
14. Comme Ci comme ça
15. Tómbola (Dúo con Marisol)

- Ángeles S.A., 2007, CD

1. Mis Ojos Caramelo
2. Angeltios Buenos
3. En Este Instante
4. El Mundo Al Revés
5. Cuando No Estás
6. Entre Montanas
7. Balio A Mi Vera
8. Dime porque
9. Angelitos
10. Cuando No (Karaoke)
11. El Mundo Al Revés(Karaoke)
12. Angelitos Buenos (Karaoke)